# Kanton Fours
Kanton Fours (francouzsky Canton de Fours) je francouzský kanton v departementu Nièvre v regionu Burgundsko. Tvoří ho 10 obcí.

## Obce kantonu
- Cercy-la-Tour
- Charrin
- Fours
- Montambert
- La Nocle-Maulaix
- Saint-Gratien-Savigny
- Saint-Hilaire-Fontaine
- Saint-Seine
- Ternant
- Thaix